# 1573年
| 千纪： | 2千纪 |
| 世纪： | 15世纪 \| 16世纪 \| 17世纪                                                                                 |
| 年代： | 1540年代 \| 1550年代 \| 1560年代 \| 1570年代 \| 1580年代 \| 1590年代 \| 1600年代                           |
| 年份： | 1568年 \| 1569年 \| 1570年 \| 1571年 \| 1572年 \| 1573年 \| 1574年 \| 1575年 \| 1576年 \| 1577年 \| 1578年 |
| 纪年： | 癸酉年（鸡年）；明万历元年；越南莫朝崇康六年，后黎朝嘉泰元年；日本元龜四年，天正元年                       |

## 大事记
- 泸州老窖连续使用至今的窖池群开始兴建。
- 威尼斯共和國與奧斯曼帝國簽訂和約。儘管獲得了勒班陀戰役的勝利，但承認奧斯曼帝國對塞普勒斯的統治，第五次威尼斯土耳其战争結束。
- 1月25日——武田信玄在上洛途中在三方原（今濱松市內）與德川家康爆發三方原之戰，武田軍最終取得勝利。
- 1月至2月——野田城之戰，武田信玄攻克德川家康所屬野田城，此為武田信玄最後一次參戰。
- 4月5日足利義昭與織田信長在正親町天皇的勅命下停戰，足利義昭退出 二條城御所，撤往槙島城。
- 5月13日——武田信玄西進中途病情惡化，在回歸領地途中病死，武田勝賴以本陣代官(陣代)名義代行武田家督。
- 7月——法國王室與胡格諾派達成暫時和解的《布羅尼調解協定》。
- 7月3日——足利義昭宣佈背棄和織田信長的和約。
- 7月12日——足利義昭的御所二條城守將向織田信長投降。
- 7月16日——阿波國的篠原長房遭三好長治和十河存保的聯合進攻，被迫自殺，三好長治和十河存保隨即宣佈退出信長包圍網。
- 7月18日——織田信長發動槙島城之戰，放逐足利義昭，足利幕府灭亡。
- 8月2日——織田信長對支持足利義昭的三好三人眾發動淀城之戰，岩成友通戰死，三好政康投降，三好長逸去向不明。
- 8月，織田信長在刀根坂之戰 （一乘谷之戰）全纖朝倉家主力，趁勝對淺井家的小谷城進行小谷城之戰。
- 8月1日（8月29日）——武田高信攻擊山中幸盛的甑山城，但最終大敗而回。其後武田高信將居城鳥取城讓予山名豐國，令因幡國形勢大變。
- 8月20日（9月17日）——朝倉義景在走投無路下在賢松寺自盡。
- 8月28日（9月25日）——小谷城之戰，織田軍對攻擊淺井家居城小谷城，淺井長政、淺井久政在被織田軍發現前自盡身亡。
- 9月4日——明神宗朱翊鈞就職。
- 11月——若江城之戰，織田信長攻打三好義繼，佔領其居城河內國若江城，三好家嫡系也因此斷絕。
- 12月26日（1月18日）——松永久秀向織田信長投降。
- 12月18日——本願寺與織田信長達成和議，第二次信長包圍網宣告瓦解。

## 出生
- 4月26日——玛丽·德·美第奇，法国国王亨利四世的王后（1642年逝世）
- 崇源院，德川秀忠的御台所（1626年逝世）

## 逝世
- 杉谷善住坊。
- 平手汎秀，織田信長家臣。
- 1月6日——遠山景任，日本戰國時代武將。岩村遠山氏當主，美濃國惠那郡岩村城城主。
- 2月3日——村上義清，葛尾城城主，曾二度擊敗武田信玄。
- 5月13日——武田信玄，日本著名武將（1521年出生）。
- 8月16日——朝倉義景，越前朝倉氏的末代大名。
- 9月1日——淺井長政，北近江淺井氏的末代大名。
- 9月10日——齋藤龍興，美濃齋藤氏的末代大名。
- 9月23日——淺井久政，北近江大名淺井氏第二代當主。
- 11月2日——足利義維，室町幕府14代將軍足利義榮之父。
- 12月10日——三好義繼，河內國三好氏的末代大名。